# Kopetdag
Kopetdagul este un lanț montan, situat la est de Marea Caspică, de-a lungul frontierei dintre Iran și Turkmenistan. Are o lungime de cca 650 km. Cel mai înalt vîrf de pe teritoriul turkmen este situat la sud-vest de capitala țării, orașul Așgabat și are înălțimea de 2 940 m. Cel mai înalt vîrf de pe teritoriul iranian atinge 3 191 m. 